# Antonio Spavone
Antonio Spavone (Napels, 2 juni 1994) is een Italiaans autocoureur.

## Carrière

### Karting
Spavone begon in het karting in 2005 en reed voornamelijk in zijn thuisland Italië in dit gedeelte van zijn carrière, waarbij hij omhoog ging van de juniorklassen tot het KF2-kampioenschap in 2010.

### Formule Abarth
In 2010 stapte Spavone over naar het formuleracing in de nieuwe Formule Abarth in Italië voor het team Alan Racing, waarbij hij in Vallelunga debuteerde met nog drie raceweekenden te gaan. Met een veertiende plaats in Mugello als beste resultaat werd hij 31e in het kampioenschap. Spavone bleef in 2011 in de Formule Abarth rijden maar nu voor het team JD Motorsport, terwijl het kampioenschap opsplitste in een Europees en een Italiaans kampioenschap. Hij behaalde hierin respectievelijk 18 en 12 punten en finishte hiermee als veertiende en dertiende.

### Auto GP World Series
In 2012 gaat Spavone in de Auto GP rijden voor het team Euronova Racing.

### GP3 Series
Naast zijn Auto GP-deelname neemt Spavone ook deel aan de GP3 Series in 2012 voor het team Trident Racing.